# Fogassa (formatge)
La fogassa és a les Balears el nom que es dona a una peça de formatge, semblant a un pa. La fogassa petita és la que pesa menys de sis lliures. La fogassa grossa és la que passa de vuit lliures. En general qualsevol peça de formatge pot ser anomenada una fogassa.
El fogasser és una peça de tela blanca fina, de fil o de cotó, dins la qual es posa la llet apresa en quantitat suficient com per a fer una fogassa, i pitjant-la dins aquest drap damunt el cavall de formatjar col·locat sobre l'olla colera, va sortint el serigot a través de la tela i es va donant forma a la peça.